# أتلانتيكس (فلم)
أتلانتيكس (بالفرنسية: Atlantique) فيلم دراما رومانسي تم إنتاجه دوليًا عام 2019، من إخراج ماتي ديوب، في أول إخراج لها. تم اختياره للمنافسة على السعفة الذهبية في مهرجان كان السينمائي 2019. دخلت ديوب التاريخ عندما عرض الفيلم لأول مرة في مهرجان كان، لتصبح أول امرأة سوداء تقوم بإخراج فيلم تم عرضه في المنافسة في المهرجان.
يتناول الفيلم تبعات رحلات المهاجرين على أسرهم الذين يتركونها ويسافرون. تم استخدام المحيط الأطلسي بعدة طرق في جميع أنحاء الفيلم، بما في ذلك كرمز ومحرك للتغيير والنمو والحياة والموت.
واعتمد «أتلانتيكس» على فيلم وثائقي قصير لديوب عام 2009، عن سنغالي لقي حتفه أثناء محاولته عبور البحر إلى إسبانيا. وحوّل التركيز إلى النساء اللواتي يُتركن بعد اختفاء مجموعة من الرجال خلال رحلتهم للهجرة.
وتعاونت المخرجة في فيلمها مع مجموعة من الممثلين الذين يظهرون لأول مرة على شاشة السينما، حيث تعرفت على عدد منهم في شوارع العاصمة السنغالية داكار.

## روابط خارجية
- مقالات تستعمل روابط فنية بلا صلة مع ويكي بيانات